# Wall
wall — unix-утиліта, що відправляє повідомлення на всі термінали.
Права доступу до терміналу керуються утилітою mesg. Root може посилати повідомлення на термінал навіть якщо доступ закритий. Повідомленням є аргумент команди wall, або воно може бути відправлене на стандартний вхід wall. При використанні пристрою стандартного вводу з терміналу повідомлення має закінчуватися на символ EOF (звичайно це Control-D).
У wall версії Лінукс суперкористувач може використовувати опцію «-n» для приховування заголовка програми «Broadcast Message from .».
У wall версії BSD опція «-g група» може бути використована для посилання повідомлення членам групи. Опція може вказуватись кілька разів для посилання повідомлення членам різних груп. 
Довжина повідомлення обмежена 20 рядками.

## Використання
```
wall [message]
```

Після запуску програма виводить на терміналі повідомлення вигляду:
```
Broadcast Message from root@
localhost

 (/dev/pts/0) at 01:23 ...

Відправлене повідомлення.
```